# تداخل امواج

تداخل موج‌ها از دو منبع نقطه‌ای

در فیزیک تداخل (به انگلیسی: interference) پدیدهٔ ایجاد موجی با شکل دامنه جدید هنگام گذر همزمان دو موج یا بیشتر از یک نقطه است. تداخل دو موج با بسامد و دامنه یکسان به تشکیل موج ایستا می‌انجامد.
تداخل و برهم‌نهش (به انگلیسی: superposition) موج‌ها خیلی وقت‌ها به یک معنی بکار می‌روند که برآمده از نزدیکی این دو مفهوم به یکدیگر است.
اصل برهم‌نهی امواج بیان می کند که وقتی دو یا چند موج منتشرشده از یک نوع در یک نقطه برخورد میکنند، دامنه حاصل در آن نقطه برابر است با مجموع برداری دامنه های تک تک امواج.  اگر یک تاج موج با یک تاج موج دیگر با فرکانس مشابه در نقطه برخورد از لحاظ جبری هم علامت باشد نتیجه موجی با دامنه بزرگتر خواهد بود که به آن تداخل سازنده می‌گویند. اگر مختلف علامت باشد نتیجه موجی با دامنه کوچکتر (یا حتی با دامنه صفر) خواهد بود که تداخل ویرانگر می‌گویند. برهم‌نهش از برهم‌نهی دو موج ایجاد می شود. تداخل، از برهم نهی دو حرکت هماهنگ ساده که بسامد نزدیک به هم دارند. تداخل در مخابرات معنی متفاوتی دارد.

## ریشه‌شناسی
واژه اینترفرنس (تداخل) از کلمات لاتین inter به معنای «بین» و fere به معنای «برخورد یا اصابت» گرفته شده است و توسط توماس یانگ در سال ۱۸۰۱ ابداع شد.